# Nopcsaspondylus
Nopcsaspondylus alarconensis
Genre
Espèce
Nopcsaspondylus est un genre éteint de dinosaures sauropodes diplodocoïdes, rattaché à la famille des rebbachisauridés. Il a vécu en Argentine dans la province de Neuquén au cours du Crétacé supérieur (Cénomanien inférieur), il y a environ 100 Ma (millions d'années).
Une seule espèce est rattachée au genre : Nopcsaspondylus alarconensis, redécrite par Sebastián Apesteguía en 2007, à partir d'une première description en 1902 par Franz Nopcsa qui n'avait pas donné de nom pour ce fossile.

## Étymologie
Le nom de genre fait référence au nom du premier paléontologue à l'avoir décrite, le hongrois Franz Nopcsa von Felső-Szilvás, auquel est ajouté le mot du grec ancien « Sphóndulos », « vertèbre », pour donner littéralement « vertèbre de Nopcsa ».

## Découverte
L'holotype est une vertèbre dorsale unique découverte dans la formation géologique de Candeleros dans la province de Neuquén en Argentine. Cette vertèbre est aujourd'hui perdue. 

## Description
C'est une vertèbre avec un corps vertébral de petite taille avec de larges cavités (foramens pneumatiques), caractéristiques de la famille des rebbachisauridés,, de grands herbivores quadrupèdes à long cou.